# Scenopinus wahrmani
Scenopinus wahrmani är en tvåvingeart som beskrevs av Kelsey 1981. Scenopinus wahrmani ingår i släktet Scenopinus och familjen fönsterflugor.
Artens utbredningsområde är Israel. Inga underarter finns listade i Catalogue of Life.